# 直轄市山地原住民區
直轄市山地原住民區是指中華民國的縣改制為直轄市後，原本管轄的山地鄉隨之改制而成的地方自治團體，與自治區類似。由於直轄市之下的區依法並未擁有地方自治權，為解決山地鄉改制為區後喪失原有部落自治與地方自治權的問題（維護《憲法》保障之原住民族參政權），透過修正《地方制度法》，特別將改制為直轄市後山地鄉改制而成的區定為「直轄市山地原住民區」，且準用同法之鄉、鎮、縣轄市相關規定，使其得以擁有地方自治權限。直轄市山地原住民區區長為民選，並得由區民直接選舉「區民代表」組成「區民代表會」。

## 歷史緣由

直轄市山地原住民區

「山地鄉」源自於日治時期的「蕃地」，戰後初期改制為鄉。為尊重原住民自治精神，山地鄉鄉長除比照普通鄉、鎮、縣轄市長，由鄉民依法選舉產生外，亦於《地方制度法》中規定須為具有原住民身分者才可擔任。
然而從2010年開始，若干縣直接改制為直轄市（如台北縣改為新北市），或透過縣市合併改制為直轄市，轄下的山地鄉也同時與其他鄉、鎮、縣轄市一併改制為直轄市管轄的「區」。依《地方制度法》原有的規定，區並非如同鄉、鎮、縣轄市屬於地方自治團體，當時由山地鄉改制而成的區，也因此無法繼續保有地方自治的權限。
相關輿論促使內政部與相關部會及地方政府研議修正《地方制度法》，2014年1月14日立法院三讀通過相關修正條文。當中增列專章規範「直轄市山地原住民區」，明文規定直轄市山地原住民區為：「直轄市之區由山地鄉改制者，稱直轄市山地原住民區（以下簡稱山地原住民區），準用鄉鎮制度為地方自治團體，設區民代表會及區公所，分別為山地原住民區之立法機關及行政機關，依本法辦理自治事項，並執行上級政府委辦事項。山地原住民區之自治，除法律另有規定外，準用本法關於鄉（鎮、市）之規定；其與直轄市之關係，準用本法關於縣與鄉（鎮、市）關係之規定。」。

## 分布
目前中華民國有6個直轄市山地原住民區，面積最大與最小的直轄市山地原住民區分別是臺中市和平區與高雄市茂林區，兩區面積分別為1,037.8192平方公里與194.0000平方公里；人口最多與最少的直轄市山地原住民區分別是桃園市復興區與高雄市茂林區，2024年底兩區人口分別為13,261人與1,869人；人口密度最高與最低的直轄市山地原住民區分別是桃園市復興區與高雄市桃源區，2024年底兩區人口密度分別為每平方公里38人與每平方公里5人。下轄最多山地原住民區的直轄市是高雄市，總計轄有3個山地原住民區。臺北市與臺南市無下轄任何山地原住民區，其餘3個直轄市皆分別轄有1個山地原住民區。
目前各山地原住民區皆已頒定地方通行語。
| 直轄市 | 直轄市山地原住民區       | 族語名稱       | 主要族群             | 通行語               |
| ------ | ------------------------ | -------------- | -------------------- | -------------------- |
| 新北市 | 烏來區                   | Ulay           | 泰雅族               | 賽考利克泰雅語       |
| 桃園市 | 復興區（尾安棧／大嵙崁） | Pyasan/Takoham | 泰雅族               | 賽考利克泰雅語       |
| 臺中市 | 和平區                   | Wahe'i go      | 泰雅族               | 賽考利克泰雅語       |
| 高雄市 | 那瑪夏區                 | Namasia        | 布農族、卡那卡那富族 | 布農語、卡那卡那富語 |
| 高雄市 | 桃源區                   | Ngani          | 布農族、拉阿魯哇族   | 布農語、拉阿魯哇語   |
| 高雄市 | 茂林區                   | Teldreka       | 魯凱族               | 魯凱語               |